# Schule Seon
Die Schule Seon ist eine Schule in Seon im Schweizer Kanton Aargau. In der Schule werden die Bildungsgänge Kindergarten, Primarschule und solche in der Oberstufe (Realschule, Sekundarschule und Bezirksschule) angeboten. Hauptstandort ist die Oberdorfstrasse mit den drei Schulhäusern Hertimatt 1, 2 und 3. Der Kindergarten ist in fünf Häusern an vier Standorten untergebracht.

## Geschichte und Architektur
Der erste Schulunterricht soll in Seon in einem kleinen Haus mit Strohdach abgehalten worden sein, das südlich der Kirche auf dem heutigen Schulgrundstück stand – also dem heutigen Hertimatt-Campus. Dieses kleine Strohdachhaus ist nicht mehr existent. 1771 wurde östlich der Kirche das Alte Schulhaus errichtet. Dieses Schulhaus mit der heutigen Anschrift Oberdorfstrasse 16 war zur Bauzeit einstöckig und besass nur ein Schulzimmer. 1809 wurde das Alte Schulhaus durch die Gemeinde aufgestockt und besass nun drei Unterrichtsräume sowie ein Sitzungszimmer für den Gemeinderat. Mit Fertigstellung der Seetalstrassenschule 1841 endete die schulische Nutzung des Alten Schulhauses, das heute ein denkmalgeschütztes Wohnhaus ist.

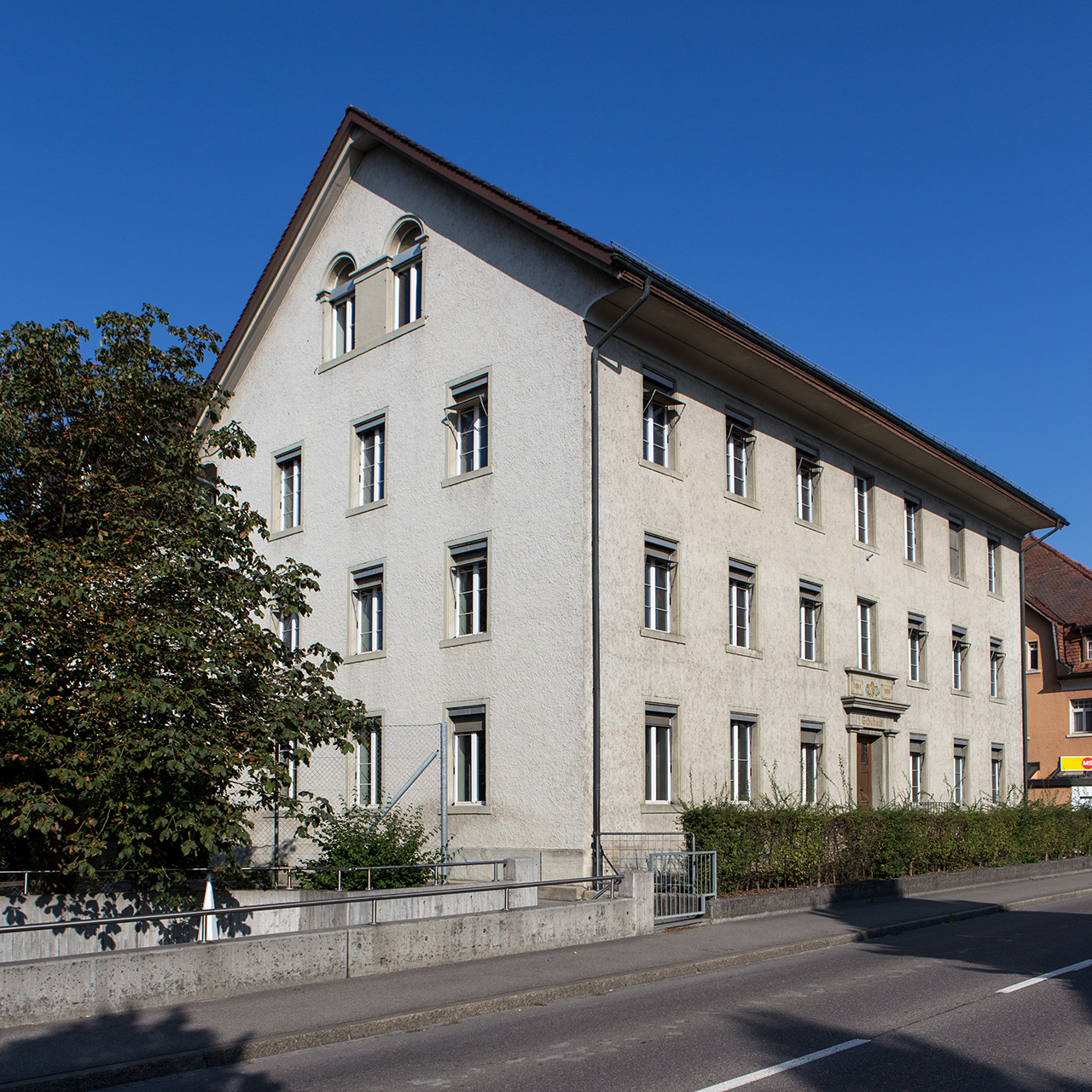
Seetalschulhaus, von der Schule Seon genutzt von 1841 bis 2013

1837 fiel der Beschluss zu einem Schulneubau, das das Alte Schulhaus zu klein geworden war. Das neue Schulhaus mit der heutigen Anschrift Seetalstrasse 26 mass 24 × 12 m und besass ursprünglich zwei Geschosse. Noch während der Bauarbeiten beschloss man die Aufstockung. 1841 wurde das neue Schulhauses eingeweiht. 1929 entstand ein rückwärtiger Erweiterungsbau mit drei weiteren Schulzimmern. 2013 endete die schulische Nutzung der denkmalgeschützten Seetalstrassenschule. Das Seetalschulhaus wurde im spätklassizistischen Stil erbaut. Das längliche Gebäude unter einem nur knapp vorspringenden Satteldach besitzt eine verputzte Fassade, die durch sieben Fensterachsen streng symmetrisch gegliedert ist. Die Schulräume werden durch Mittelgänge erschlossen. Simse und Portal sind in Muschelkalk ausgeführt. Laut dem Bauinventar der Kantonalen Denkmalpflege Aargau bildet das Schulhaus in der «äusseren Erscheinung wie auch in der Raumkonzeption eine harmonische Einheit von wesentlichem architektonischem und lokalgeschichtlichem Stellenwert». Aufgrund seiner exponierten Lage «komme dem markanten Baukörper auch eine erhebliche Bedeutung für das Ortsbild» zu.

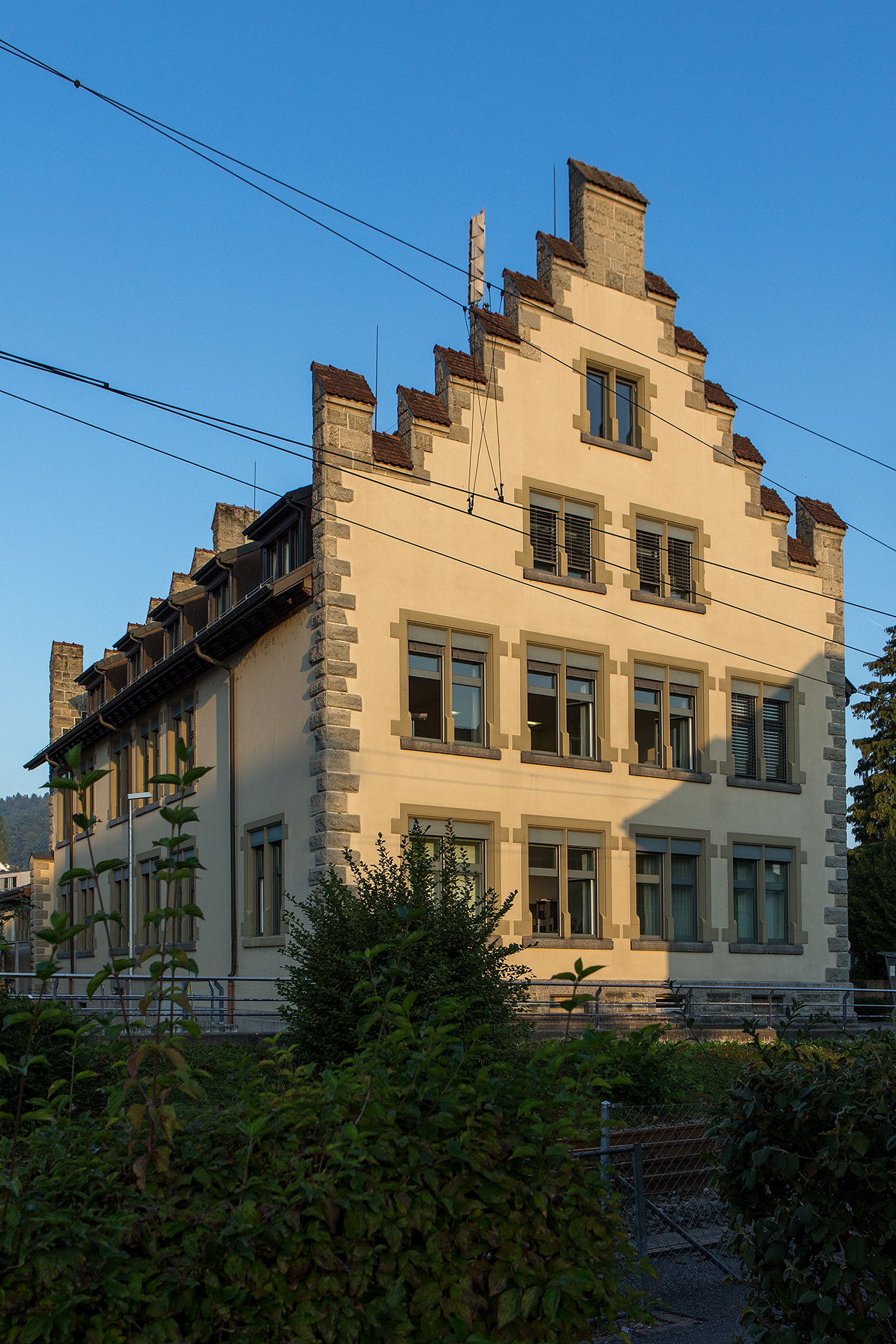
Gemeinde- und Schulhaus, seit 1970 nur noch Gemeindehaus

1860 wurde in Seon eine Bezirksschule eröffnet, deren Unterricht im dritten Stock des Schulhauses an der Seetalstrasse stattfand. Aufgrund der wachsenden Schülerzahlen beschloss die Gemeinde 1898, ein neues Gemeindehaus mit Bezirksschulräumen im ersten Obergeschoss zu errichten. Eine angebaute Turnhalle wurde mitgeplant. Das Gebäude wurde zwischen Mitteldorf und Oberdorf errichtet, die heutige Anschrift ist Oberdorfstrasse 11. Der Entwurf für das Gebäude stammte wohl von Karl Moser. Die schulische Nutzung des denkmalgeschützten Gebäudes endete 1970 mit dem Bau des neuen Bezirksschulhauses auf der Hertimatt, das heute nur noch als Gemeindehaus dient.
1970 wurde das Schulhaus Hertimatt 1 errichtet. Das Schulhaus Hertimatt 2 wurde 1991 fertiggestellt und 2004 erweitert. Bei der Erweiterung wurde das Bestandsgebäude in der Hauptachse um die Breite eines Klassenzimmers verlängert.
2011 fiel der Entschluss, einen Neubau für die Unterstufe zu errichten, statt das Seetalschulhaus zu sanieren. Dafür wurde von der Gemeinde ein Budget von knapp 10 Millionen Franken bewilligt. 2016 wurde das Schulhaus Hertimatt 3 fertiggestellt. Das dreigeschossige Haus mit Flachdach und heller Klinkerfassade ist in seiner schlichten Kubusform von aussen wenig gegliedert. Mittelpunkt des Gebäudes ist ein offenes Treppenhaus. Das kellerlose Gebäude ist auf Pfählen gegründet. In einem Teil des Erdgeschosses befindet sich die Schul- und Gemeindebibliothek, die einen separaten Zugang besitzt.

## Bibliothek
Die in der Schule untergebrachte Schul- und Gemeindebibliothek Seon ist eine allgemeine öffentliche Bibliothek, die zum Kultur- und Bildungsangebot der Gemeinde Seon gehört. Die Bibliothek wurde 1988 als Gemeindebibliothek von Privatpersonen gegründet. Anfangs befand sich die Bibliothek in einer Zivilschutzanlage, ab 1992 in einem Pavillon zwischen den Schulhäusern Hertimatt 1 und 2. 2016 zog die Bibliothek an den heutigen Standort. Seit dessen Gründung 2011 ist die Bibliothek eine der Trägerinnen des Seetaler Literaturschiffs.